# TIM (聊天软件)
TIM是腾讯推出的办公版聊天软件，前身为腾讯QQ轻聊版。可用QQ账号登录，在3.0版本中允许用户使用微信登录，但聊天数据并不互通。软件风格比腾讯QQ更简约且更方便办公使用，并且能够更好地管理在线文档和日程，同时可邀请他人同时编辑。消息与QQ同步。目前支持Windows、Android、iOS、Mac OS平台。

## 优势
腾讯对TIM用户推出了多种优惠措施，包括：
- 可以免费漫游1年的消息记录；
- 附带腾讯文档插件，免费享有10GB腾讯文档存储空间（TIM网盘）；
- 没有任何广告条，没有跟办公无关花哨的捆绑。

## 争议
TIM被认为是继承QQ简洁版，但仍有许多争议。如设计缺陷与Bugs。同时部分用户认为它已被腾讯放弃，原因是包含暂时未有适配黑暗模式。
2022年12月5日，TIM 云文件即 TIM 网盘功能停止服务。